# NEVER EVER (浜崎あゆみの曲)
「NEVER EVER」（ネヴァー・エヴァー）は、日本の歌手・浜崎あゆみの21stシングル。2001年3月7日にavex traxより発売。2001年8月11日にアナログ盤で再発売。

## 解説
前作「evolution」よりわずか約1か月でリリースされ、前作に引き続き、浜崎本人がCREA名義で作曲を担当している。
初登場1位、累計売上75.7万枚。 
同月末に初のベストアルバム『A BEST』を発売しているが、本作と前作「evolution」は収録されていない(『A BEST 2』には収録されている)。
『A BEST』の大規模なプロモーションと伴いながら、この曲のプロモーションで連日音楽番組に出演しており、物凄く多忙だったと言える。
JT「桃の天然水」以来、1年半ぶりに飲料水CM（キリンビバレッジ「サプリ」）に起用され本人出演のタイアップ曲となった。作詞はこのCMをイメージして行われた。
ミュージック・ビデオはサビのみのプロモーショナルクリップしか存在しない。

## 収録曲

### CD
1. NEVER EVER "Original Mix" [4:40]
作詞：ayumi hamasaki / 作曲：CREA / 編曲：CHOKKAKU
キリンビバレッジ「サプリ」CMソング
2. NEVER EVER "Yuta's prayer mix" [5:59]
Remixed by Yuta Nakano
3. SEASONS "H-H remix" [6:07]
Remixed by Naoki Atsumi + MC Rally
冒頭の「ayu ah ah〜」と歌っている男性ラップの掛け合いは、コンサート終演後のアンコール中のBGMとして使用し、ファンの間でも呼び掛けとして有名となっている。同年開催のツアーより初めて起用されて以降は毎年、自身が手掛けているマスコットキャラクター・ayupanと共にモニターに登場している。
4. NEVER EVER "PROJECT O.T MIX" [4:33]
Remixed by PROJECT O.T
5. NEVER EVER "Laugh & Peace MIX" [4:28]
Remixed by Laugh & Peace
6. NEVER EVER "Empty Pot Shuttlecock wood" [4:18]
Remixed by Kikou Uehara
7. evolution "Ayu Can Hear U Miz" [7:25]
Remixed by DJ-MASA for HIBIKI SOUNDFACTORY
ブックレット等では”Miz”と表記されているが、YouTubeの公式サブスクリプションでは、"Mix"と改めている。
8. NEVER EVER "nicely nice hot stab remix" [3:46]
Remixed by Seiki Sato
9. NEVER EVER "tears of aquarius mix" [4:27]
Remixed by Ambient7
10. NEVER EVER "Original Mix -Instrumental-" [4:41]

### アナログ盤
1. NEVER EVER "Dub's Uncategorized Mix 001" [6:37]
Remixed by Izumi "D・M・X" Miyazaki
22ndシングル「Endless sorrow」収録曲
2. NEVER EVER "tears of aquarius mix" [4:30]
3. NEVER EVER "Original Mix" [4:43]

## 収録アルバム
- NEVER EVER
  - 『I am...』
  - 『A BEST 2 -BLACK-』
  - 『A COMPLETE 〜ALL SINGLES〜』

## 収録ライブ映像
- NEVER EVER
  - 『ayumi hamasaki DOME TOUR 2001 A』
  - 『ayumi hamasaki COUNTDOWN LIVE 2001-2002 A』
  - 『ayumi hamasaki ARENA TOUR 2002 A』
  - 『A museum 〜30th single collection live〜』
  - 『ayumi hamasaki BEST of COUNTDOWN LIVE 2006-2007 A』(A BEST 2 -WHITE-)
    - 『A 50 SINGLES 〜LIVE SELECTION〜』
    - 『ayumi hamasaki BEST LIVE BOX A』(A BEST 2 -BLACK- TRACK LIST LIVE)

  - 『ayumi hamasaki 〜POWER of MUSIC〜 2011 A』(2011.7.14 日本ガイシホール)
  - 『ayumi hamasaki COUNTDOWN LIVE 2011-2012 A 〜HOTEL Love songs〜』(Party Queen)
  - 『ayumi hamasaki PREMIUM SHOWCASE 〜Feel the love〜』
  - 『ayumi hamasaki Just the beginning -20- TOUR 2017 2017.7.17 Osaka-Jo Hall』(TROUBLE)
  - 『ayumi hamasaki  COUNTDOWN LIVE 2016-2017 A『Just the beginning -20-』』(ayumi hamasaki UNRELEASED LIVE BOX A)